# Дејан Божић
Дејан Божић (07. јун 1971) је српски виолончелиста, редовни професор виолончела на Факултету музичке уметности у Београду.

## Биографија
Дипломирао је на Факултету музичке уметности као студент генерације, a магистрирао на Државној високој школи за музику у Тросингену (Немачка), у класи проф. Герхарда Хамана. Двогодишњу специјализацију на истој школи завршио је у класи проф. Марија де Секондија, стекавши диплому концертног солисте. Уметнички докторат завршио је 2016. године на Факултету музичке уметности у Београду. Усавршавао се код познатих уметника као што су Ксенија Јанковић, Станислав Аполин, Мајкл Флаксман, Роко Филипини, Александар Федочинко и други.
Добитник је првих награда на Фестивалима музичких школа Србије (1981, 1982, 1983), Републичким и Савезним такмичењима ученика и студената музике (1981, 1982, 1986, 1989) и Републичким и Савезним такмичењима камерне музике (1982, 1987).
Добитник је Октобарске награде града Београда (1984) и Новембарске награде општине Стари град (1983).
Као представник Телевизије Београд на такмичењу Југословенских РТВ центара у Сарајеву, одабран је за представника Југославије на 5. евровизијском такмичењу за младе уметнике у Бечу (1990).
Наступао је као солиста са Београдском, Војвођанском, Нишком, Сарајевском и Македонском филхармонијом, Симфонијским оркестром РТС, оркестром Аустријске РТВ (ОРФ), Симфонијским оркестром ”Станислав Бинички", оркестром Музичке академије у Београду, Академије уметности у Новом Саду, као и са камерним оркестрима ”Београдски солисти”, "Жебељан", ”Про класика” и Зрењанинским камерним оркестром..
Одржао је реситале широм бивше Југославије, у Немачкој, Чешкој, Словачкој, Пољској, Грчкој, Италији, као и у Јапану (Toкио, Хирошима, Нагасаки, Фукока, Кумамото, Моји, Асја, Суе, Куруме, Ивакун, Китакјушу, Тагава, Фукујама, Иваки, Шијуока).
Дејан Божић је активан и као камерни и оркестарски музичар. Био је члан клавирског трија ”Аргер’’, клавирског квартета „Хаимос”, гудачког квартета и гудачког октета Београдске филхармоније, као и многих других камерних ансамбала, изводећи разноврстан репертоар, од барока до савремене музике.
Од 2014-2016 године, у оквиру камерног ансамбла НБО и продукције “Third World Bun Fight” изводи савремену верзију Вердијеве опере „Магбет”, на реномираним музичким фестивалима (Брисел, Ротердам, Беч, Брауншвајг, Лондон, Ђирона, Лисабон, Тарб, Тулуз, Стасбур, Париз, Дује, Поатје, Љубљана, Mакао, Марсеј, Напуљ, Атина).
Био је соло челиста камерног и симфонијског оркестра ”No Borders” (2012-2016), Београдске филхармоније (2005–2011), симфонијског оркестра “Belgrade Film” (2005–2011), Војвођанске филхармоније (1999–2000), гостојући соло челиста „Mакрис” симфонијког оркестра (2018-2021), Црногорског симфонијског оркестра (2014—2021), ”Tongyeong Fetival Orchestra”, Кореја (2017) као и соло челиста kамерног оркестра ”Аcademia Concertante” (2019-2021), ”Београдски солисти” (1990-1992) и  “Жебељан“ камерног оркестра (2007-2020) и челиста kамерног оркестра ”Душан Сковран“ (1992-1993). 1990. године био је соло челиста симфонијског оркестра “L’Orchestre des Jeunes de la Mediterranee“.
Учествовао је на многим значајним фестивалима у земљи, као што су: Мокрањчеви дани, БЕМУС, НИМУС, КОМА, Чело Фест, Међународна трибина композитора, Међународни фестивал чембала, мeђународни фестивал оргуља, “Guitar Art Festival“.
Педагошко искуство је стицао на месту професора виолончела у музичкој школи  ”Живорад Грбић” у Ваљеву (1992–1993) и музичкој школи ”Ватрослав Лисински” у Београду (1999–2000).
Од 1994. године предаје виолончело на Факултету музичке уметности у Београду. Oд 2021. године је гостујући професор на Музичкој академији у Источном Сарајеву. Био је гостујући професор виолончела на Академији уметности у Новом Саду (1999–2014) и нa Академији уметности у Нишу (2003–2004).
Одржао је Мајсторске курсеве на Летњем Чело семинару у Лопатници (2021, 2022, 2023), школи за музичке таленте у Ћуприји (2019, 2023), у Мостару (2023), “Андре Навара” у Подгорици (2022), средњој музичкој школи у Сарајеву (2022),  музичкој школи ''Ново Сарајево'' (2021),  ”Јосип Славенски” у Београду (2014, 2015, 2022), ”Исидор Бајић” у Новом саду (2013),”Петар Кранчевић” у Сремској Митровици (2013), на Државном конзерваторијуму у Солуну (2006), и Летњем музичком кампу на Палићу (1998).
Био је члан жирија на Државном такмичењу ученика средњих музичких школа у Никшићу (2022), 10. фестивалу “Радост музицирања” (2020), Међународном такмичењу виолончелиста “Славенски“ (2016, 2018), Међународном фестивалу гудача у Сремској Митровици (2009, 2012, 2023), Међународном такмичењу гудача у Нишу (2009) и на Међународном такмичењу ”Петар Коњовић“ (2001).
Остварио је бројне снимке за радио и телевизију као и неколико ЦД издања:
”Flow Vertical” - Jazz Sextet - “FMR Records” Лондон (2018)
”Властимир Трајковић - камерна музика“ – ”Mascom records” Београд (2017)
“Јосип Славенски - камерна музика“ – ”Mascom records” Београд (2016)
”The Opening” – ”No Borders” симфонијски оркестар – ”Deutsche Grammophon/Universal” Аустрија (2014)
”Balkan Bolero – музика Исидоре Жебељан” –”Oboe Classics”, Лондон (2014)
”The Marathon”, ”Zora D.” – Камерне опере Исидоре Жебељан –”Југоконцерт” Београд (2011)
”Dumky” – A.Дворжак, Ј.Брамс, Ф.Шуберт –”Chopin” Јапан (2003)